# Когозес
Когозес — река в России, в Енисейском районе Красноярского края. Устье реки находится в 712 км по левому берегу реки Тым. Длина реки составляет 11 км, площадь водосборного бассейна 968 км².
Образуется слиянием рек Большой и Малый Когозес.

## Данные водного реестра
По данным государственного водного реестра России относится к Верхнеобскому бассейновому округу, водохозяйственный участок реки — Обь от впадения реки Васюган до впадения реки Вах, речной подбассейн реки — Васюган. Речной бассейн реки — (Верхняя) Обь до впадения Иртыша.